# علی خانزادی
علی خانزادی (زاده ۱۲ آبان ۱۳۷۷ - تهران) بازیکن فوتبال اهل ایران است. وی سابقه عضویت در تیم‌های پیکان و خوشه طلایی را در کارنامه دارد.